# Lanfranco Pace
Lanfranco Edoardo Pace (Fagnano Alto, 1º gennaio 1947 – Messina, 4 novembre 2023) è stato un giornalista e scrittore inglese naturalizzato italiano, noto per la sua appartenenza a movimenti della sinistra extraparlamentare e per la sua attività di giornalista televisivo e sulla carta stampata.
Negli ultimi anni della sua vita ha vissuto a Roma e ha lavorato come giornalista presso LA7 e il quotidiano Il Foglio.

## Biografia
Si diploma nel 1963 e l'anno dopo si iscrive alla facoltà di Ingegneria a Roma.

### Potere Operaio
Nel 1968 fa parte all'Università di Roma del comitato di base di ingegneria dove viene in contatto con Oreste Scalzone e Franco Piperno. Costituisce a fine anni sessanta il comitato di base della fabbrica FATME a Roma. A Torino, nel 1969, entra in Potere Operaio e rapidamente ne diviene uno dei massimi dirigenti.
Nel 1973 un gruppo di Potere Operaio attuò un attentato noto come Rogo di Primavalle. Nel 2005 il nome di Pace, in qualità di ex dirigente di Potere Operaio, fu coinvolto (insieme a quelli di Franco Piperno, Valerio Morucci e altri) nell'episodio, a seguito delle dichiarazioni di uno dei condannati, l'ex latitante Achille Lollo. Pace ammise: «Avremmo potuto consegnarli alla magistratura, chiedere perdono alla famiglia Mattei, all'MSI, a Giorgio Almirante… Avremmo potuto farlo, ma non lo facemmo. Ci sarebbe voluta tanta grandezza. Scegliemmo l'unica strada che potevamo percorrere: dire che erano innocenti, coprire. Non ricordo tanta comprensione, né tanta solidale vicinanza come quella volta che predicammo il falso». Su questo argomento Piperno ha rilasciato un'intervista su la Repubblica on line, in cui dichiara come il gruppo dirigente sia stato informato dei fatti solo un mese dopo l'accaduto.

### La rivistaMetropoli
Più avanti, nel 1979, fonda con Franco Piperno, Paolo Virno e Lucio Castellano Metropoli, rivista in dialogo critico con l'area dell'Autonomia. Il primo numero del periodico esce nel giugno del 1979, trattando temi come il riflusso del movimento e la situazione polacca. Pubblicato sulla rivista è anche un fumetto sul rapimento Moro e sulle trattative avvenute per salvarlo, motivo per cui il giornale viene sequestrato da tutte le edicole pochi giorni dopo. Nonostante le successive vicende giudiziarie che avranno come oggetto la rivista, Metropoli esce ancora con altri sei numeri.
Coautore con Lucio Castellano e Cristina Cocchioni del libro La fabbrica nel sud. Il mercato del lavoro a Cassino dopo l'insediamento Fiat, pubblicato da Lerici, a Cosenza, nel 1978, Pace viene fermato il 3 aprile 1978 nel corso di una retata nell'ambito della Autonomia Operaia ma resta in carcere un giorno solo.

### Il caso Moro e le trattative
Insieme a Franco Piperno prova nel 1978, all'epoca del sequestro Moro, a tessere una mediazione tra Valerio Morucci e Adriana Faranda - due ex-militanti di Potere Operaio diventati brigatisti, ma contrari all'uccisione di Aldo Moro - e alcuni esponenti del PSI. Pace e Piperno sperano di ottenere disponibilità al dialogo dal leader democristiano Amintore Fanfani al fine di salvare la vita del Presidente della Democrazia Cristiana; la loro azione ha anche lo scopo di evitare una criminalizzazione della lotta politica.
Nei primi mesi del 1979, in seguito all'uccisione di Aldo Moro, Morucci e Faranda fuoriescono dalle BR e, fuggitivi, chiedono aiuto a Pace e Piperno. Essi trovano loro rifugio presso l'abitazione di Giuliana Conforto, dove vengono poi arrestati il 29 maggio 1979.

### Le vicende giudiziarie
In seguito al "Processo 7 aprile" (1979) contro Autonomia Operaia Lanfranco Pace viene accusato, a causa dei contatti tenuti con Morucci e Faranda durante le trattative sul caso Moro e dopo la loro fuoriuscita dalle BR, di essere un fiancheggiatore del partito armato. Da latitante si rifugia in Francia, dove risiederà per 25 anni, assieme all'altro leader di Potere Operaio Oreste Scalzone, grazie all'omonima dottrina del Presidente François Mitterrand sui reati di natura politica, lavorando presso il giornale Libération.
Nel 1990, seppur smentite le ipotesi del "Teorema Calogero" e le imputazioni più gravi a suo carico, viene condannato in via definitiva a 4 anni per associazione sovversiva, pena prescritta. Nel 1997 torna in Italia. Viene paventato per lui e altri indagati tardivi, nel periodo 2005-2011, il rischio di un nuovo "caso Sofri" (leader di Lotta Continua condannato dopo molti anni come mandante morale dell'omicidio Calabresi; anche lui collaboratore de il Foglio) per il caso del rogo di Primavalle, ma la nuova inchiesta, su denuncia dei Mattei, verrà archiviata per anomalia giuridica (il caso è prescritto come condanna per omicidio colposo e incendio doloso contro gli esecutori, e non può essere riaperto per il reato di concorso morale in strage dei cosiddetti Primavalle bis e ter, inoltre le prove vengono considerate deboli, tranne che per l'accusa di favoreggiamento personale, prescritta).

### La carriera giornalistica
Dal 2008 al 2010 è stato conduttore del programma televisivo Otto e mezzo assieme a Ritanna Armeni e successivamente Alessandra Sardoni. Fino a quel momento ne aveva curato il servizio d'apertura, chiamato Il Punto. Autore del libro Nicolas Sarkozy. L'ultimo gollista (Boroli Editore, 2007), è stato poi opinionista politico per il quotidiano Il Foglio e si è spostato su posizioni moderate.

### Decesso
Lanfranco Pace è morto nel 2023 all'età di 76 anni.

## Vita privata
Ebbe due compagne, giornaliste anch'esse. Dalla sua relazione con Giovanna Botteri nacque la primogenita Sarah Ginevra, manager. La seconda compagna, Stefania Rossini, lo rese padre di Julia, attrice e drammaturga.